# Венгер, Ливио
Ливио Венгер (нем. Livio Wenger; род. 20 января 1993, Кринс, Люцерн) — швейцарский конькобежец; Участник зимних Олимпийских игр 2018 года и 2022 года, бронзовый призёр чемпионата мира, серебряный и бронзовый призёр чемпионата Европы, 19-кратный чемпион Швейцарии по конькобежному спорту, а также прочих локальных и международных соревнований. Выступает за клуб "EC Цюрих".

## Биография
Ливио Венгер родился в городе Кринс в спортивной семье. Его родители катались на лыжах, как и его двое старших братьев и сестёр. В возрасте 4-х лет он вступил в роликобежную команду "Rollerblade Athleticum". Там под своё крыло его взял новозеландский тренер Калон Доббин. Ливио занимался катанием на роликах вместе со своим старшим братом, а позже к ним присоединилась и их младшая сестра. В 6 лет друг семьи Ханс Берчи подарил ему роликовые коньки.

### Роликобежный спорт
Уже в 2007 году он завоевал свою первую из 15 медалей чемпионата Европы среди юниоров. В период с 2009 по 2012 год выиграл четыре медали на чемпионатах мира среди юниоров. В 2014 году выиграл свою первую серебряную медаль на дистанции 1000 м среди профессионалов на чемпионате Европы. Через год стал третьим в беге на 10 000 метров. На Всемирных играх 2017 года он выиграл серебро в беге на 10 000 метров по очкам.

### Конькобежный спорт
В 12 лет Ливио перешёл в конькобежный спорт, чтобы осуществить свою олимпийскую мечту. С 2012 года и по настоящее время профессионально тренируется на базе клуба «Eislauf-Club Zurich». За его подготовку отвечает тренер Калон Доббин (англ. Kalon Dobbin). Помимо конькобежного спорта, Венгер занимается велоспортом. Вместе с тренером он переехал в Верхнюю Баварию для тренировок в  Инцелле. С 2014 года он стал участвовать в чемпионате Швейцарии и сразу выиграл забег на 1500 м. Далее постоянно находился на подиуме национального чемпионата. В том же году дебютировал на чемпионате Европы в классическом многоборье.
В 2016 году Венгер занял 17-е место на чемпионате Европы в классическом многоборье в Минске, а через месяц на чемпионате мира на отдельных дистанциях в Коломне стал 9-м в масс-старте. Через год на чемпионате мира в Канныне занял 16-е место в масс-старте. Серебряной медалью завершилось выступление Венгера во время IV-го этапа Кубка мира в Солт-Лейк-Сити . 9 декабря в Олимпийском овале Юты во время масс-старта Ливио финишировал вторым с результатом 7:58.37 (40 очков), уступив первенство сопернику из Южной Кореи (Ли Сын Хуну — 7:58.22 (60 очков), 1-е место), обогнав при этом бельгийца (Барта Свингса — 7:58.45 (20 очков), 3-е место).
На зимних Олимпийских играх 2018 года Ливио Венгер дебютировал в забеге на 1500 м, 5000 м и масс-старте. 11 февраля 2018 года на Олимпийском Овале Каннына в забеге на 5000 м он финишировал с результатом 6:24.16 (+14.40). В итоговом зачёте Венгер занял 17-е место. 13 февраля 2018 года на Олимпийском Овале Каннына в забеге на 1500 м среди мужчин он финишировал с результатом 1:47.76 (+3.75). В итоговом зачёте Венгер занял 25-е место. 24 февраля 2018 года на Олимпийском Овале Каннына в масс-старте в финале он финишировал 4-м с результатом 11 очков. В борьбе за третье, призовое место он уступил конькобежцу из Нидерландов (Куну Вервею — 20 очков, 3-е место)..
В 2019 году Венгер стал 7-м в масс-старте на чемпионате мира в Инцелле и продолжил брать золотые медали на чемпионате Швейцарии. В сезоне 2019/20 на IV-го этапе Кубка мира в Астане вместе с партнёрами занял 3-е место в командном спринте. В январе 2020 года на чемпионате Европы в Херенвене он впервые выиграл бронзовую медаль в командном спринте. Через месяц на чемпионате мира в Солт-Лейк-Сити занял лучшее 5-е место в командном спринте.
В сезоне 2020/21 на II-м и III-м этапе Кубка мира в Херенвене занял 2-е и 3-е места соответственно в масс-старте и на чемпионате мира в Херенвене поднялся на 6-е место в масс-старте. В 2022 году на чемпионате Европы в Херенвене стал серебряным призёром в масс-старте. 6 февраля на зимних Олимпийских играх в Пекине Венгер в забеге на 5000 м финишировал с результатом 6:27.01 сек, заняв в итоге 18-е место, а 19 февраля в финале масс-старта финишировал 7-м.
В сезоне 2022/23 на V-м этапе Кубка мира в Томашуве-Мазовецком занял 3-е место в масс-старте. В феврале 2023 года на чемпионате мира в Херенвене Венгер стал 9-м в финале масс-старта. 10 ноября на I-м этапе Кубка мира сезона 2023/24 в Обихиро он занял 3-е место в масс-старте, а на III-м этапе Кубка мира  в Ставангере поднялся на 2-е место в масс-старте. В январе 2024 года на чемпионате Европы в Херенвене занял лучшее 5-е место в масс-старте.
В феврале 2024 на VI-м этапе Кубка мира в Квебеке Ливио занял 3-е место в масс-старте. 19 февраля на чемпионате мира в Калгари завоевал бронзу в финале масс-старте.

## Личная жизнь
Ливио Венгер обучался в частной школе "FREI’S Talent School" в Люцерне, где изучал бизнес. Его родители работают учителями.. Сестра Ливио Надя также дебютировала в масс-старте на Олимпиаде 2022 года. Он находится в паре с Далией Соберанис из Гватемалы, которая представляла Гватемалу в конькобежном спорте на роликовых коньках и выиграла серебряную и бронзовую медали на Панамериканских играх 2019 года в Лиме. Ливио Венгер увлекается спортом, кулинарией, любит времяпрепровождение с друзьями.